# 臺北營制
台北營制為1825年10月，中國清朝於台北市始設的新軍營制度。該制度不但讓台北成為軍事中心，也是「台北」一詞，首度於官方文書出現。

## 簡介
1819年清政府於艋舺設立艋舺（軍）營署，1825年更升格為艋舺營水師參將署。不過，當時的營兵輪調制度為半年需與淡水廳（今新竹）輪調一次。輪調兵制不但勞民傷財，也涉及兵營士氣。因為艋舺日漸繁榮，漸凌駕於淡水廳廳治所在的新竹，在考量下，增設台北營制，即北部主要軍營設於台北，不必輪調。
該官署的設立與升格，除了象徵臺北市逐漸取代新竹成為台灣北部行政軍事中心之外，固定駐兵於艋舺的臺北營制，亦為「臺北」一詞首度出現於正式官方文書上。